# Deyvillers
Deyvillers és un municipi francès, situat al departament dels Vosges i a la regió del Gran Est. L'any 2007 tenia 1.486 habitants.

## Demografia

### Població
El 2007 la població de fet de Deyvillers era de 1.486 persones. Hi havia 588 famílies, de les quals 122 eren unipersonals (55 homes vivint sols i 67 dones vivint soles), 223 parelles sense fills, 204 parelles amb fills i 39 famílies monoparentals amb fills.
La població ha evolucionat segons el següent gràfic:
Habitants censats

### Habitatges
El 2007 hi havia 611 habitatges, 591 eren l'habitatge principal de la família, 2 eren segones residències i 18 estaven desocupats. 509 eren cases i 100 eren apartaments. Dels 591 habitatges principals, 426 estaven ocupats pels seus propietaris, 159 estaven llogats i ocupats pels llogaters i 6 estaven cedits a títol gratuït; 7 tenien una cambra, 20 en tenien dues, 62 en tenien tres, 104 en tenien quatre i 399 en tenien cinc o més. 522 habitatges disposaven pel capbaix d'una plaça de pàrquing. A 243 habitatges hi havia un automòbil i a 314 n'hi havia dos o més.

### Piràmide de població
La piràmide de població per edats i sexe el 2009 era:
| Homes | Edats   | Dones |
| ----- | ------- | ----- |
| 0     | 95 o +  | 0     |
| 4     | 90 a 94 | 0     |
| 0     | 85 a 89 | 4     |
| 0     | 80 a 84 | 12    |
| 16    | 75 a 79 | 24    |
| 24    | 70 a 74 | 8     |
| 44    | 65 a 69 | 32    |
| 32    | 60 a 64 | 36    |
| 44    | 55 a 59 | 48    |
| 36    | 50 a 54 | 48    |
| 56    | 45 a 49 | 40    |
| 52    | 40 a 44 | 60    |
| 80    | 35 a 39 | 56    |
| 44    | 30 a 34 | 92    |
| 44    | 25 a 29 | 40    |
| 32    | 20 a 24 | 20    |
| 48    | 15 a 19 | 56    |
| 68    | 10 a 14 | 44    |
| 48    | 5 a 9   | 56    |
| 56    | 0 a 4   | 44    |

## Economia
El 2007 la població en edat de treballar era de 956 persones, 699 eren actives i 257 eren inactives. De les 699 persones actives 640 estaven ocupades (337 homes i 303 dones) i 58 estaven aturades (25 homes i 33 dones). De les 257 persones inactives 119 estaven jubilades, 77 estaven estudiant i 61 estaven classificades com a «altres inactius».

### Ingressos
El 2009 a Deyvillers hi havia 600 unitats fiscals que integraven 1.567 persones, la mediana anual d'ingressos fiscals per persona era de 20.657 €.

### Activitats econòmiques
Dels 58 establiments que hi havia el 2007, 1 era d'una empresa alimentària, 2 d'empreses de fabricació d'altres productes industrials, 12 d'empreses de construcció, 11 d'empreses de comerç i reparació d'automòbils, 1 d'una empresa de transport, 2 d'empreses d'hostatgeria i restauració, 2 d'empreses financeres, 3 d'empreses immobiliàries, 7 d'empreses de serveis, 11 d'entitats de l'administració pública i 6 d'empreses classificades com a «altres activitats de serveis».
Dels 16 establiments de servei als particulars que hi havia el 2009, 1 era una oficina de correu, 2 tallers de reparació d'automòbils i de material agrícola, 3 paletes, 1 guixaire pintor, 2 fusteries, 1 lampisteria, 2 electricistes, 2 empreses de construcció, 1 perruqueria i 1 agència immobiliària.
Dels 5 establiments comercials que hi havia el 2009, 1 era una botiga de més de 120 m², 1 una botiga de menys de 120 m², 1 una fleca, 1 una sabateria i 1 una botiga de material de revestiment de parets i terra.
L'any 2000 a Deyvillers hi havia 9 explotacions agrícoles que ocupaven un total de 189 hectàrees.

## Equipaments sanitaris i escolars
L'únic equipament sanitari que hi havia el 2009 era una farmàcia.
El 2009 hi havia 1 escola maternal i 1 escola elemental.

## Poblacions més properes
El següent diagrama mostra les poblacions més properes.